# Dubai World
Dubai World is een investeringsmaatschappij uit de Verenigde Arabische Emiraten. Het beheert vele projecten van de Dubaise overheid, maar het is geen staatsbedrijf. Dubai World is onder meer bekend door de aanleg van de Palmeilanden.
Sjeik Mohammed bin Rasjid Al Maktoem richtte de maatschappij in 2006 op. In november 2009 kwam Dubai World wereldwijd in het nieuws omdat het al haar betalingen een half jaar opgeschort had.

## Onderdelen
- Dubai Ports World
- Nakheel Properties
- Dubai Maritime City
- Dubai Drydocks
- Dubai Multi Commodities Centre
- Istithmar World